# Audignicourt
Audignicourt település Franciaországban, Aisne megyében. Lakosainak száma 110 fő (2022. január 1.). Audignicourt Blérancourt, Vassens, Autrêches és Nampcel községekkel határos.

## Népesség
A település népességének változása:
| Lakosok száma | 135  | 77   | 94   | 101  | 103  | 107  | 118  | 121  | 122  | 110  |
|               | 1968 | 1982 | 1990 | 2006 | 2013 | 2015 | 2017 | 2019 | 2020 | 2022 |